# Lövångers kyrkstad

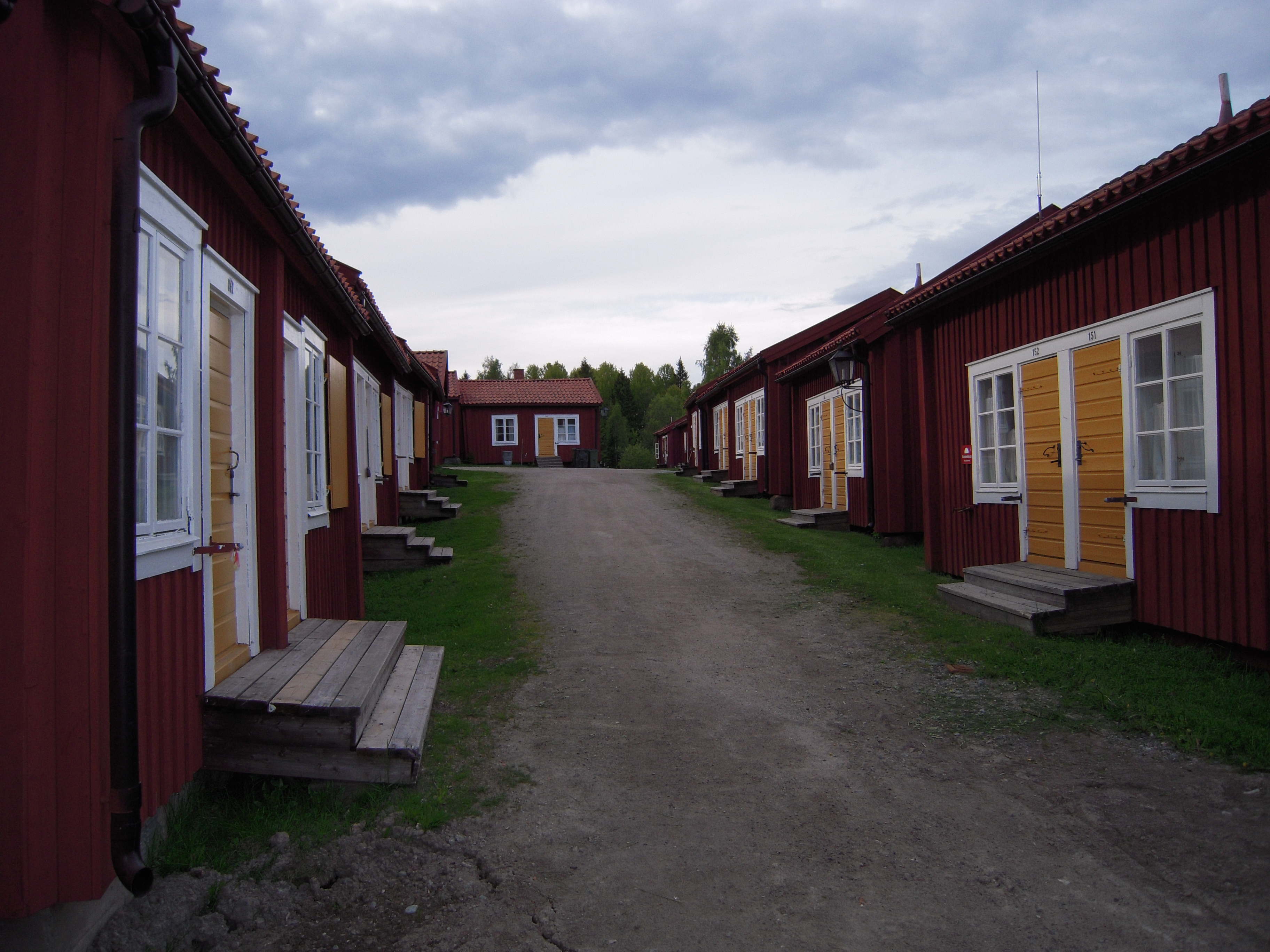
Lövångers kyrkstad (2010).

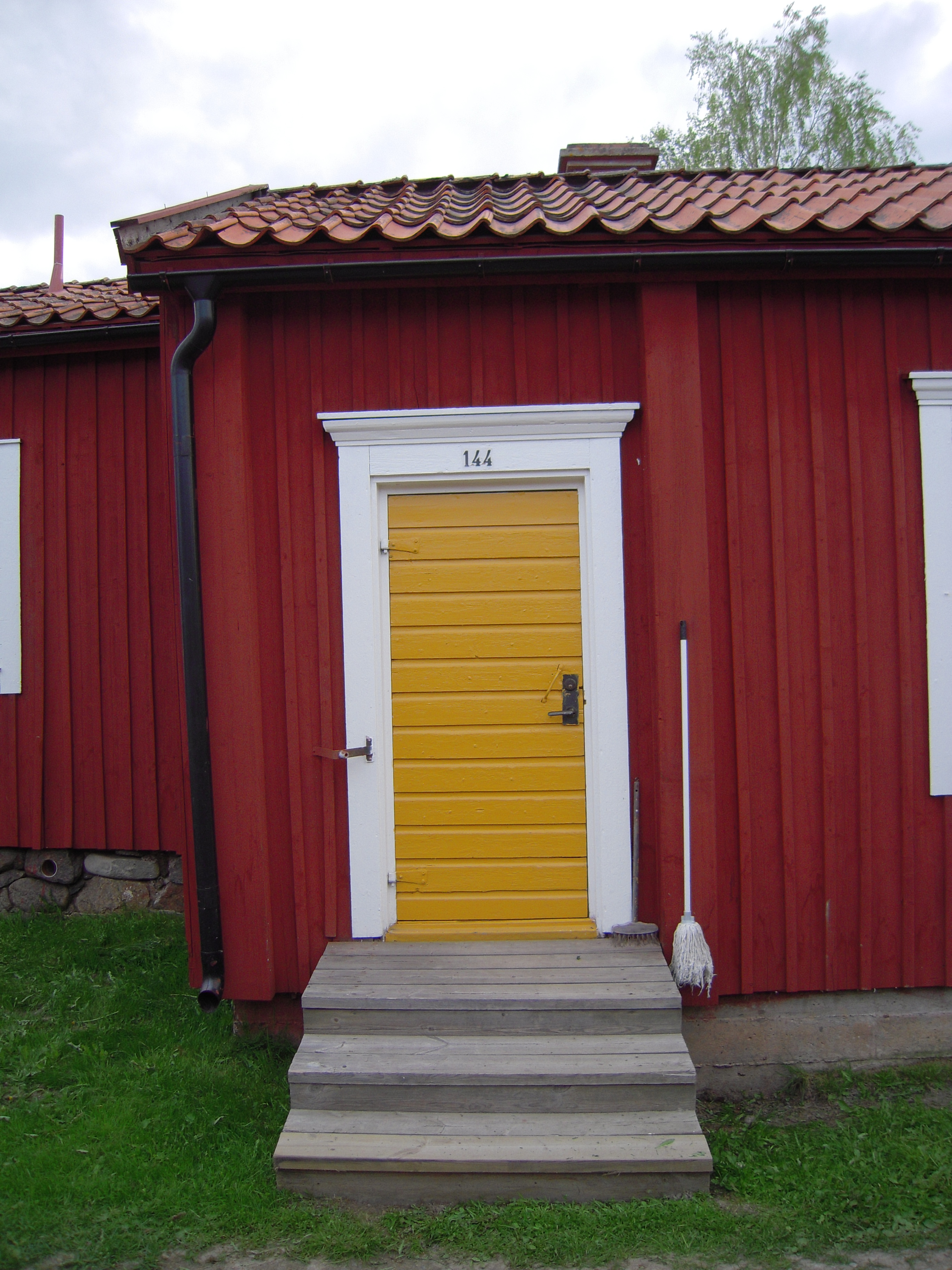
Dörren till en av byggnaderna.

Lövångers kyrkstad är en kyrkstad med anor från 1600-talet i Lövånger, Skellefteå kommun. Idag används kyrkstugorna som vandrarhem.
Lövånger kyrkstad ligger intill Lövångers kyrka och består av 117 stugor
. Tolv av stugorna är i privat ägo, övriga byggnader, inklusive ett trettiotal stallar, förvaltas av Lövångers hembygdsförening.

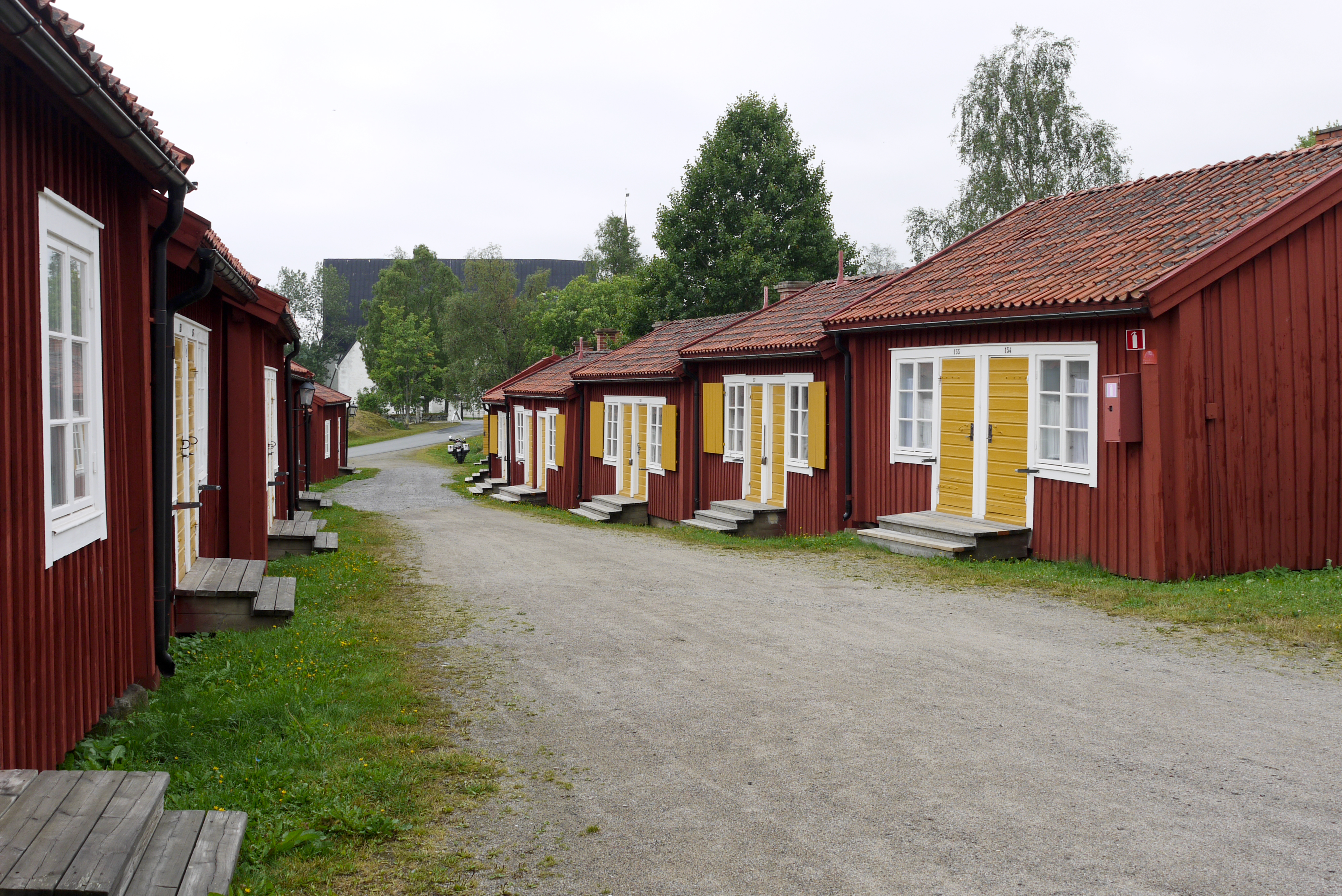
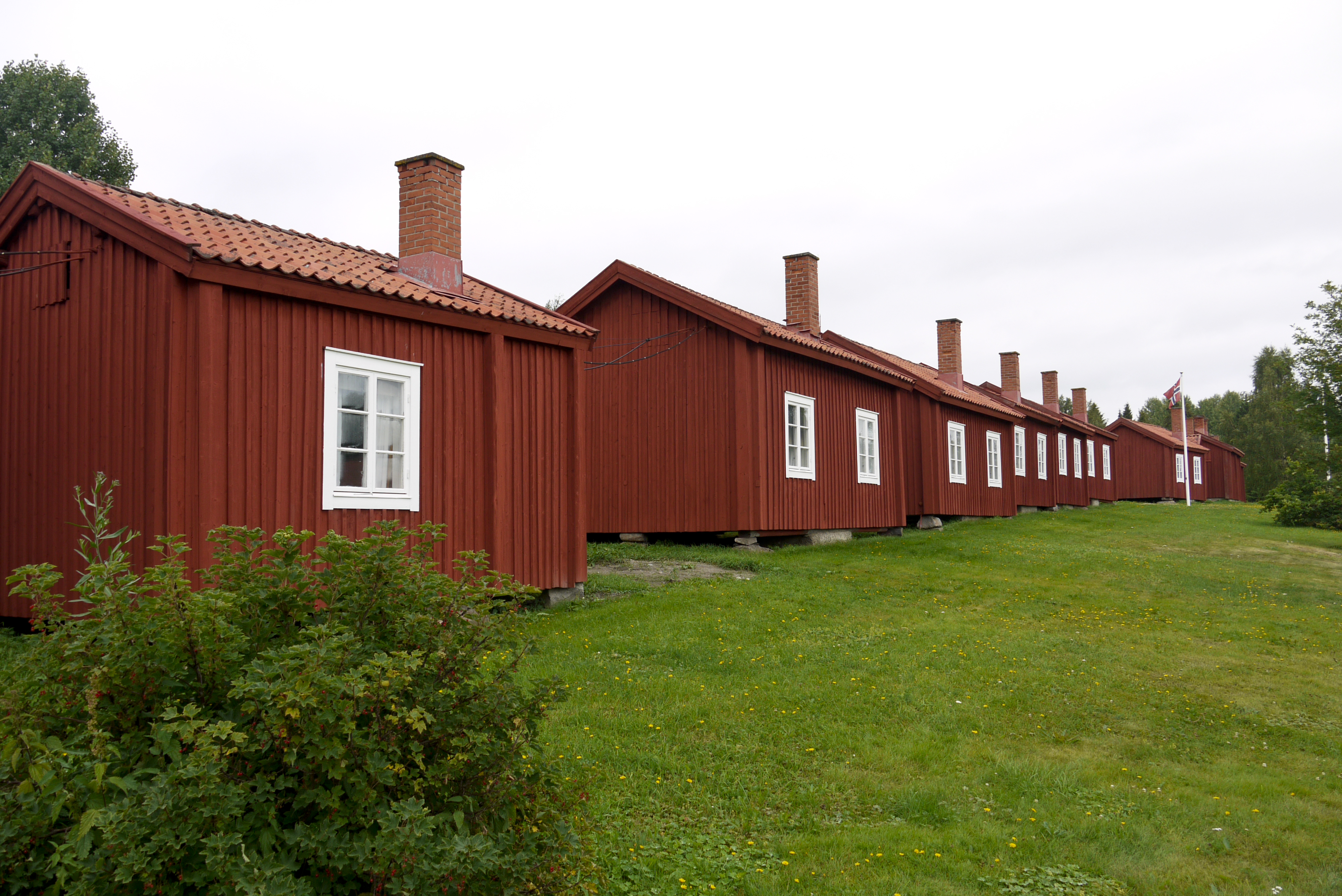
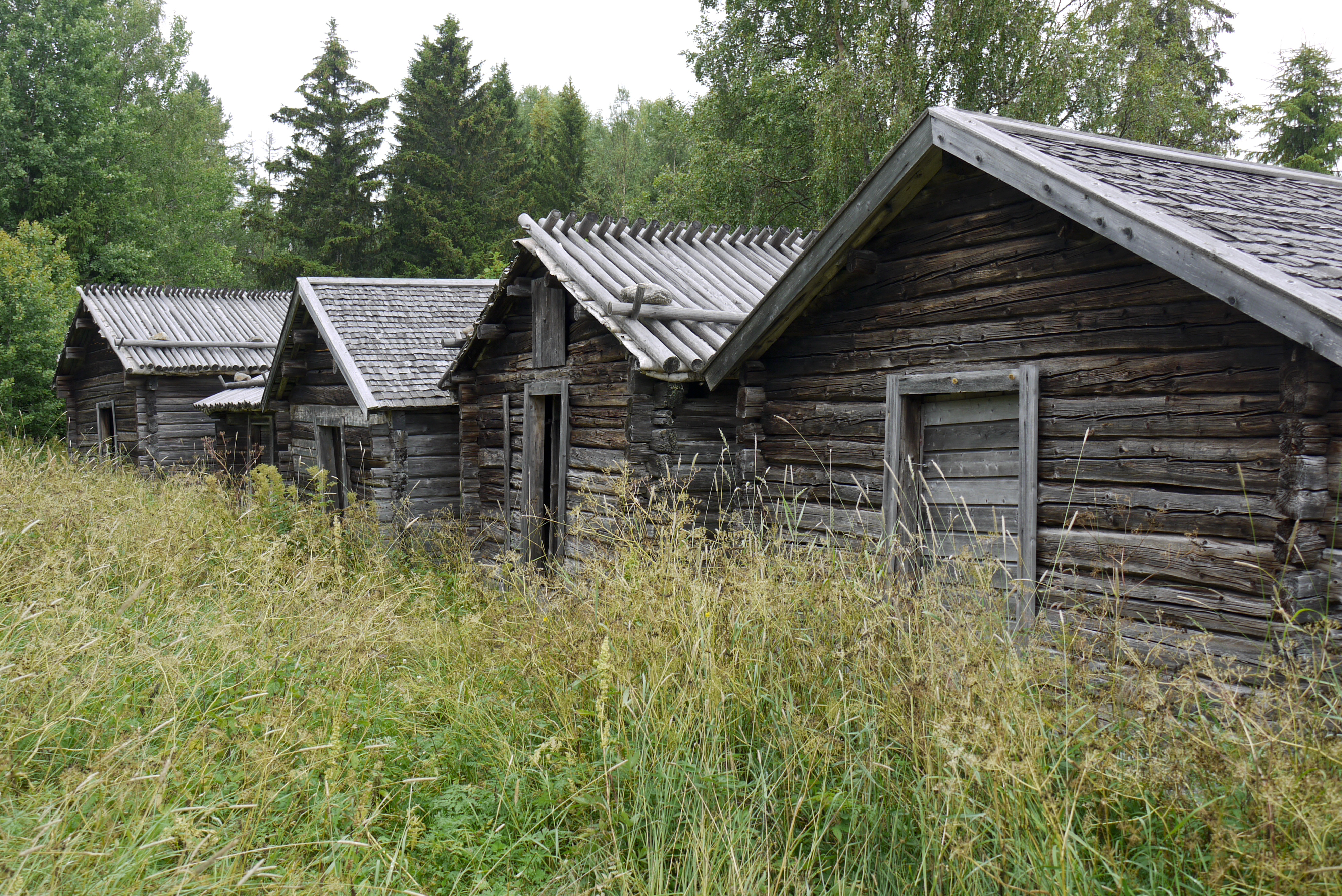
Stallar